# 1190

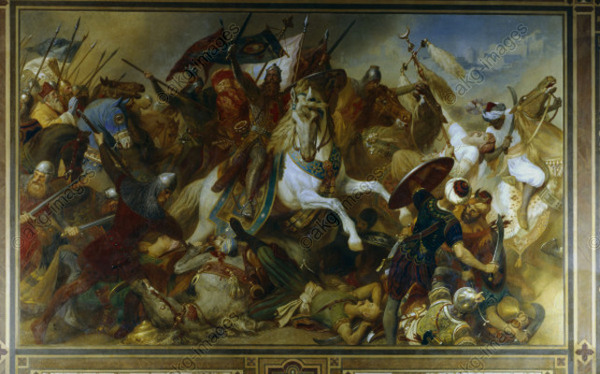
Slag bij Iconium

Het jaar 1190 is het 90e jaar in de 12e eeuw volgens de christelijke jaartelling.

## Gebeurtenissen

### Derde Kruistocht
februari
- 6 - Engelse kruisvaarders houden een pogrom in Norwich en gooien zeventien joodse lichamen in een put.

maart
- 16 tot 22 Kruisvaarders belegeren de joden van York, die uiteindelijk gezamenlijk zelfmoord plegen. (Massada van York)

mei
- 18 - Slag bij Iconium: De kruisvaarders onder Frederik Barbarossa verslaan het sultanaat Rûm en veroveren Iconium (Konya).
- 19 - Saladin valt de belegeraars van Akko aan, maar wordt in een 8 dagen durende strijd afgeslagen.

juni
- 10 - Frederik Barbarossa verdrinkt bij de oversteek van de Selef. Het grootste deel van zijn leger verlaat de kruistocht en keert terug naar Europa, de rest sluit zich aan bij het beleg van Akko.

juli
- 4 - Filips II van Frankrijk en Richard Leeuwenhart vertrekken gezamenlijk vanuit Vézelay via Marseille en Sicilië naar het Heilige Land.
- 25 - De kruisvaarders bij Akko voeren een mislukte aanval uit op het leger van Saladin.

oktober
- 8 - Richard verovert Messina op Tancred van Sicilië, en bevrijdt Johanna Plantagenet, zijn zuster en de weduwe van Willem II.

november
- 24 - Isabella, de beoogd opvolger van Sibylla als koningin van Jeruzalem, trouwt met Koenraad van Monferrato. Tevoren heeft onder druk Humfred IV van Toron zijn voorgenomen huwelijk met Isabella laten annuleren, zodat zij kon trouwen met Koenraad

zonder datum
- Sibrand wordt de eerste grootmeester van de Duitse Orde

### Overige gebeurtenissen
- 22 april - Reginald van Sidon wordt door Saladin vrijgelaten.
- april - Kortrijk krijgt privileges toegekend door Filips van de Elzas.

zonder datum
- Slag bij Trjavna: De Bulgaren onder Ivan Asen I verslaan de Byzantijnen.
- De hertog van Neder-Lotharingen wordt gezagloos verklaart. Hendrik I, de nieuwe hertog en graaf van Leuven mag wel het hertogelijk gezag uitoefenen in zijn eigen gebied. Dit wordt beschouwd als het begin van het hertogdom Brabant.
- Boudewijn de Moedige van Henegouwen verslaat Hendrik I van Namen, die het verlies van zijn graafschap aan Boudewijn moet erkennen. Boudewijn wordt verheven tot markgraaf.
- Terwijl Richard Leeuwenhart op kruistocht is, probeert zijn broer Jan zonder Land de macht te grijpen.
- Zutphen krijgt stadsrechten.
- kloosterstichting: Bloemkamp (Bolsward)
- oudst bekende vermelding: Elgin, Linkebeek, Mullem, Néchin

## Opvolging
- Baden - Herman IV opgevolgd door zijn zoons Herman V en Hendrik I
- Bar - Hendrik I opgevolgd door zijn broer Theobald I
- Vrijgraafschap Bourgondië - Frederik Barbarossa opgevolgd door zijn zoon Otto I
- Brabant - Godfried III opgevolgd door zijn zoon Hendrik I
- patriarch van Constantinopel - Leontius Theokites opgevolgd door Dositheus
- Heilige Roomse Rijk - Frederik Barbarossa opgevolgd door zijn zoon Hendrik VI
- Holland - Floris III opgevolgd door zijn zoon Dirk VII
- Joinville - Godfried IV opgevolgd door zijn zoon Godfried V
- Lausitz - Dedo III opgevolgd door zijn zoon Koenraad II
- Meißen - Otto de Rijke opgevolgd door zijn zoon Albrecht de Trotse
- Orde van Sint Jan van Jeruzalem (Tempeliers, grootmeester) - Hermangard d'Asp opgevolgd door Garnier van Nabluz
- Thüringen - Lodewijk III opgevolgd door zijn broer Herman I
- Tirol - Hendrik I opgevolgd door zijn zoon Albert IV

## Afbeeldingen

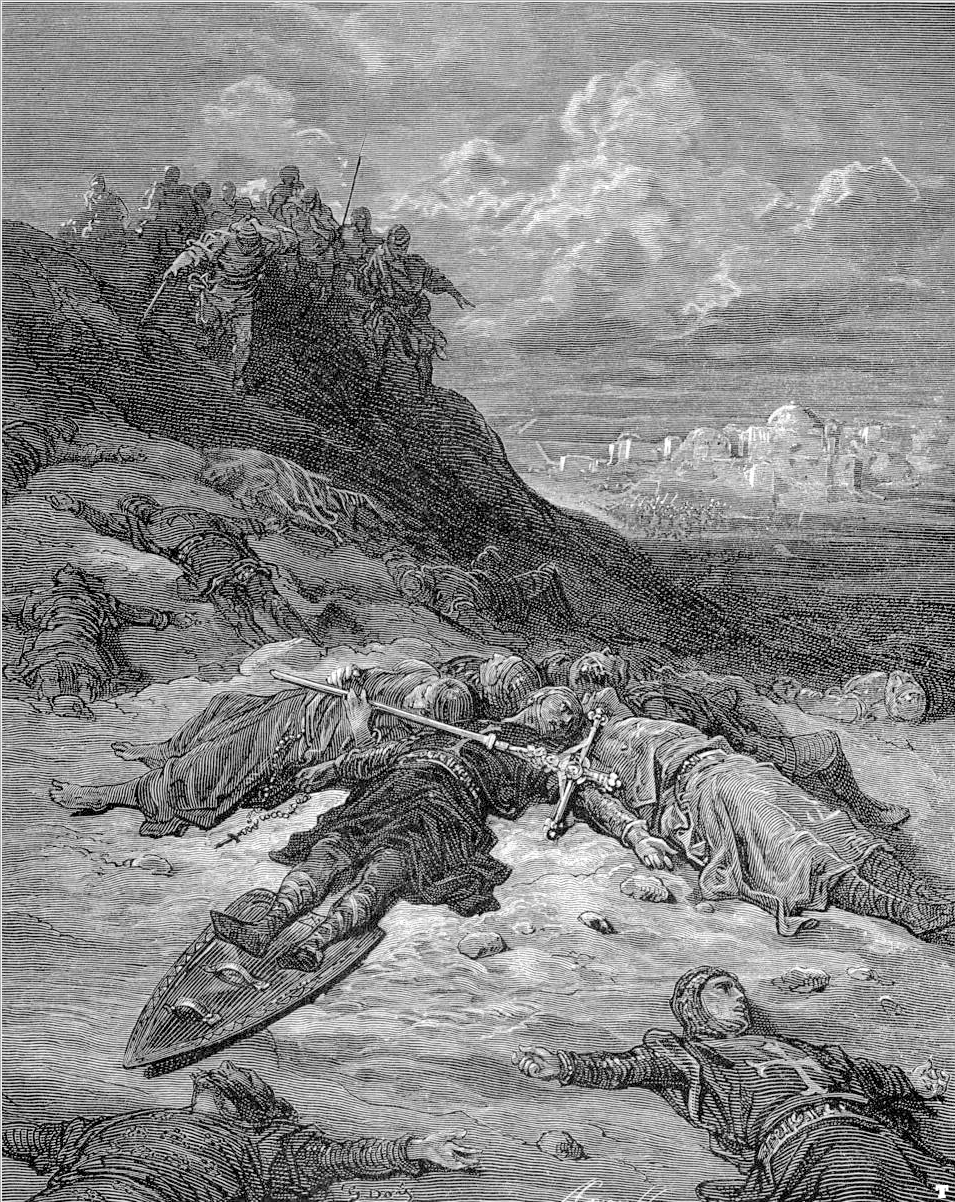
overlijden van Frederik Barbarossa
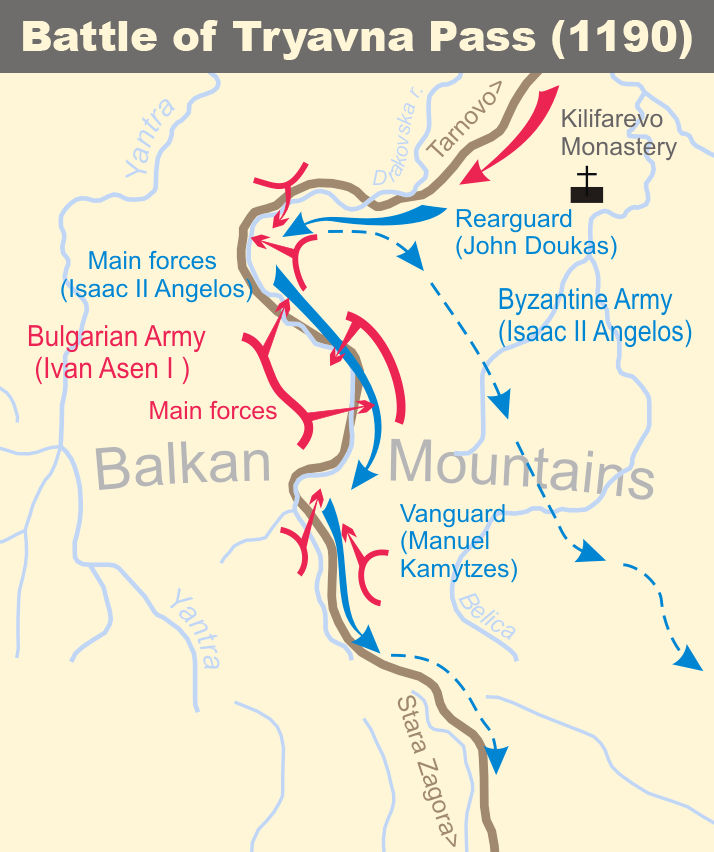
Slag bij Trjavna
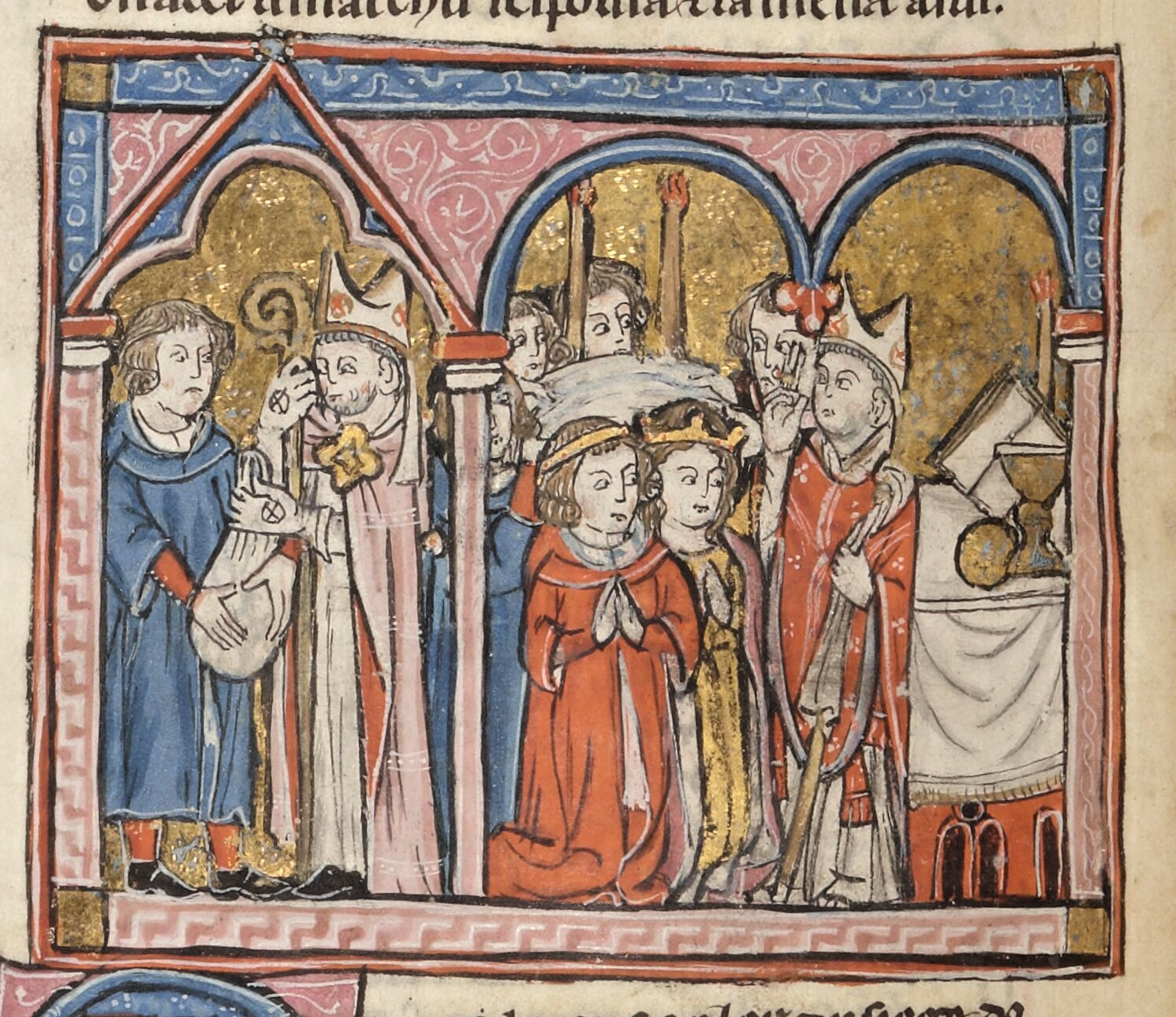
huwelijk van Isabella van Jeruzalem en Koenraad van Montferrat

## Geboren
- Jan I, graaf van Chalon
- Adelheid van Brabant, echtgenote van Arnold III van Loon en Willem X van Auvergne (jaartal bij benadering)
- Hendrik II, graaf van Bar (jaartal bij benadering)
- Jordanus van Saksen, magister-generaal der dominicanen (jaartal bij benadering)
- Vincent van Beauvais, Frans schrijver (jaartal bij benadering)
- Wladislaus Odonic, Pools edelman (jaartal bij benadering)

## Overleden
- 18 februari - Otto de Rijke (~64), markgraaf van Meißen (1157-1190)
- 15 maart - Isabella van Henegouwen (19), echtgenote van Filips II van Frankrijk
- 10 juni - Frederik Barbarossa (68), koning (1152-1155) en keizer (1155-1190) van Duitsland
- 14 juni - Hendrik I, graaf van Tirol
- 25 juli - Sibylla (~30), koningin van Jeruzalem (1186-1190)
- 1 augustus - Floris III (49), graaf van Holland (1157-1190)
- 16 augustus - Dedo III, markgraaf van Lausitz
- 21 augustus - Godfried III van Leuven, graaf van Leuven en hertog van Neder-Lotharingen (1142-1190)
- 16 oktober - Lodewijk III (~39), landgraaf van Thüringen (1172-1190)
- oktober - Stephan I, graaf van Sancerre
- Hendrik I, graaf van Bar
- Herman IV, markgraaf van Baden en Verona (1160-1190)
- Huwes I van Edingen, Belgisch edelman
- Godschalk II, graaf van Lohn (jaartal bij benadering)